# アレクトゥス
アレクトゥス（Allectus,  - 296年）は、ブリタンニアでローマ皇帝（在位：293年 - 296年）を名乗った人物である。

## 生涯
アレクトゥスは、286年のブリタンニアと北ガリアで強力であったメナピ族将校カラウシウスのトレジャラー (職責)であった。
293年、西ローマ皇帝コンスタンティウス・クロルスがガリアの領土の一部、特に重要な港ボノニア（現：ブローニュ＝シュル＝メール）を奪取し、バタヴィのカラウシウスのフランク人の同盟国を破ったとき、カラウシウスは孤立した。アレクストゥスはカラウシウスを暗殺し、自ら指揮をとった。
彼の治世の記録はほとんど無い。しかし、彼のコイン発行はカラウシウスのものと似た分布を示している。そのコインはガリア北西で発見されており、ボノニアの奪還はイギリス海峡の向こう側の反乱帝国の終焉を告げるものではなかったことを示している。
296年9月、コンスタンティウスはアレクトゥスを退位させるために侵攻を開始した。彼の軍隊はいくつかの部隊に分かれて海を渡った。そのうちボノニアからの1部隊は悪天候により遅延したと考えられている。プラエフェクトゥス・プラエトリオ（道長官）のユリウス・アスクレピオドトゥス指揮下の別部隊は、ワイト島に駐留する霧を利用してアレクトゥスの船団を回避し、サウサンプトン水路の近くへと到着し、船を焼き払った。アレクトゥスの舞台は海岸から撤退させられ、コンスタンティウスの別部隊により切り離され、敗北した。戦いの中、アレクトゥスは身元が特定されないよう記章を全て外して自殺した。考古学ではカッレウァ・アトレバトゥム（現：シルチェスター）かその周辺地域が彼の敗北した場所だと提示している。
海峡を渡る間、霧により主力部隊と離れたローマ軍の一団は、アレクトゥス側の残党（主にフランク人）にロンディニウム（現：ロンドン）で追いつき、彼らを虐殺した。コンスタンティウス自身は全てが終わるまでブリテン島へたどり着けなかったとされており、彼の賛美者は彼はブリトン人に解放者として歓迎されたと主張している。
カラウシウスは自身のコインを宣伝目的で使い、「自由」の回復など、彼のスローガンのいくつかはブリテン島の感情に訴えるように設計されていた。コンスタンティウスはこれを受け、勝利の翌日に鋳造された有名なメダルの中で自分自身を「redditor lucis aeternae（（ローマの）永遠の光の修復者）」と表現した。
2019年3月、30歳の金属探知機操作者によってドーヴァー海峡の中からアレクトゥスの頭部が描かれている古代のコインが発見された。このコインはディックス・ヌーナン・ウェブによるオークションにおいて£552,000で落札された。

## 伝説
ジェフリー・オブ・モンマスは著書『ブリタニア列王史』の中でアレクトゥスを紹介している。そこでは、アレクトゥスは現地のブリテン王カラウシウスを退位させためにローマの3軍団と共に派遣された将校であると説明されている。彼は作戦を実行し支配したが、その支配は抑圧的であることが判明し、かえってアスクレピオドトゥス（ここではコーンウォール公）により退位させられる。アレクトゥス最後の部隊はブリテン島外への安全な脱出を許可されるという条件付きで降伏した。アスクレピオドトゥスはこの条件を飲んだものの、降伏した兵士たちは虐殺され、彼の同盟国であるウェネドティアにより彼らの頭部はガロブロック川へと投げられた。

## フィクション
アレクトゥスのカラウシウス暗殺およびコンスタンティウスの侵略により最高潮に達した彼の政権への反対は、ローズマリー・サトクリフが1957年に書いた『銀の枝』の中心となっている。